# کالهون، شهرستان لینکلن، آرکانزاس
کالهون (به انگلیسی: Calhoun) یک منطقهٔ مسکونی در ایالات متحده آمریکا است که در شهرستان لینکلن، آرکانزاس واقع شده‌است. کالهون ۱۱۶٫۱۳ متر بالاتر از سطح دریا واقع شده‌است.